# Tetjana Stjazjkina
Tetjana Stjazjkina (Oekraïens: Тетяна Стяжкіна) (Simferopol, 10 april 1977) is een Oekraïens voormalig wielrenster geboren in de Sovjet-Unie.

## Carrière
In 1999 werd ze bij de onder-23 Europees kampioene op de weg. In dat jaar werd ze vierde bij de elite op het wereldkampioenschap in Verona. Ze won het jongerenklassement van de Ronde van Italië en van de Ronde van Frankrijk.
Op de Olympische Zomerspelen 2000 reed Stjazjkina zowel de wegrace als de tijdrit voor Oekraïne, waar ze respectievelijk 17e en 19e werd.
In 2001 won ze haar eerste van in totaal vijf nationale titels. In 2002 won ze het eindklassement van de Trophée d'Or, in 2003 het eindklassement van de Ronde van Polen en in 2008 het eind- en bergklassement van de Ronde van El Salvador.
Op de Olympische Zomerspelen 2008 reed ze enkel de wegrace voor Oekraïne, waar ze als 32e finishte.
Stjazjkina reed voor ploegen als Acca Due O, Alfa Lum en Chirio-Forno d'Asolo.

## Palmares
1997
 Europees kampioenschap op de weg, onder-23
1999
 Europees kampioen op de weg, onder-23
 Europees kampioen tijdrijden, onder-23
Jongerenklassement Giro Donne
2e in eindklassement Gracia Orlová
4e op Wereldkampioenschap op de weg, elite
2000
Jongerenklassement La Grande Boucle Feminine
3e in eindklassement Ronde van Navarra
10e op Wereldkampioenschap op de weg
2001
 Oekraïens kampioen op de weg
 Oekraïens kampioenschap tijdrijden
2e in eindklassement Emakumeen Bira
2002
 Oekraïens kampioen tijdrijden
 Oekraïens kampioenschap op de weg
Eindklassement Trophée d'Or
2e, 5e en 6e etappe Trophée d'Or
2003
Eindklassement Ronde van Polen
2e etappe Ronde van Polen
2006
 Oekraïens kampioenschap tijdrijden
2e in eindklassement Trophée d'Or
2007
 Oekraïens kampioen tijdrijden
1e etappe Ronde van El Salvador
Grand Prix de Santa Ana
2008
 Oekraïens kampioen op de weg
 Oekraïens kampioen tijdrijden
Eind- en bergklassement Ronde van El Salvador
4e etappe Vuelta a El Salvador